# Mu-ling-che
Mu-ling-che (čínsky znaky 穆棱河) je řeka na severovýchodě ČLR (Chej-lung-ťiang). Je 577 km dlouhá. Povodí má rozlohu 18 500 km².

## Průběh toku
Pramení na západních svazích horského hřbetu Mu-ling-wo-ťi-ling. Na horním toku protéká hornatou krajinou a na dolním toku Přichankajskou nížinou. Ústí zleva do Ussuri (povodí Amuru).
Na řece leží čínská města Ťi-si a Chu-lin.

## Využití
Je splavná pro vodáky.